# Borgonovo (Torricella Sicura)
Borgonovo è una frazione del comune di Torricella Sicura situata a 704 metri sul livello del mare.

## Storia
Per quanto riguarda le origini dell'abitato la tradizione orale vuole che sia stato fondato dai sopravvissuti di una guerra svoltasi sul monte Fanum, chiamato dai locali Mbane. Da qui il nome Borgonovo. Al periodo dell'incastellamento si fa risalire invece la presenza di un insediamento sulla cosiddetta "Rocca di Fano". Ben più delineati invece sono le vicende dell'Antica Università Agraria di Borgonovo che comprendeva anche le frazioni di San Felice, Santo Stefano e Ginepri.
A fine Ottocento Borgonovo, con la soppressione del comune di Valle San Giovanni, entrò a far parte del comune di Torricella Sicura.

## Vita tradizionale
La vita a Borgonovo fino a pochi decenni fa era quelle tipica delle genti delle zone montane della Laga.  Tutti gli abitanti erano dediti alle attività agricole e pastorali, i terreni coltivati arrivavano fino al Monte Fanum, si seminava il grano, ma anche il farro e il granturco per farne polente, si preferiva il seminativo arborato per raccogliere le mele "rosa" e altri frutti, si coltivava il montonico sugli "oppi", si allevavano le pecore e si produceva un ottimo pecorino.